# Грановка
Гра́новка (рос. Грановка) — село у складі Романовського району Алтайського краю, Росія. Адміністративний центр та єдиний населений пункт Грано-Маяківської сільської ради.

## Населення
Населення — 457 осіб (2010; 563 у 2002).
Національний склад (станом на 2002 рік):
- росіяни — 95 %